# Amtsgericht Müllheim
Das Amtsgericht Müllheim ist ein Gericht der ordentlichen Gerichtsbarkeit und eines von zehn Amtsgerichten (AG) im Bezirk des Landgerichts Freiburg.

## Gerichtssitz und -bezirk
Sitz des Gerichts ist die Stadt Müllheim im Markgräflerland im Landkreis Breisgau-Hochschwarzwald. Der Gerichtsbezirk umfasst die Städte und Gemeinden 
Müllheim im Markgräflerland, Neuenburg am Rhein, Buggingen, Badenweiler, Auggen und Sulzburg mit rund 42.000 Einwohnern.
Für Familiensachen, Zwangsversteigerungs- und Zwangsverwaltungssachen, für Insolvenzverfahren und als Registergericht ist das Amtsgericht Freiburg im Breisgau zuständig. Mahnverfahren bearbeitet das Amtsgericht Stuttgart als Zentrales Mahngericht. 

## Gebäude
Das Gericht ist im Gebäude Werderstraße 37 untergebracht.

## Übergeordnete Gerichte
Dem Amtsgericht Müllheim ist das Landgericht Freiburg übergeordnet. Zuständiges Oberlandesgericht ist das Oberlandesgericht Karlsruhe.